# Ladislav Zavrtal
Ladislav Josef Filip Pavel Zavrtal (křestní jméno psáno též jako Ladislao Joseph Philip Paul a příjmení jako Saverthal, Sawerthal, Zavertal, Zaverthal a Zavrthal, 29. září 1849 Milán, Rakouské císařství – 29. ledna 1942 Cadenabbia, Itálie) byl italsko-český hudební skladatel, dirigent a violista. Byl synem českého skladatele a vojenského kapelníka Václava Huga Zavrtala a italské operní pěvkyně Carlotty Maironi da Ponte.

## Životopis
Zavrtal získal první hudební vzdělání od svých rodičů a následně studoval na Conservatorio di San Pietro a Majella v Neapoli mimo jiné u Francesca Paola Tostiho. Po působení v orchestrech svého otce v Trevisu a Modeně v letech 1869 a 1870 odešel roku 1871 pracovat jako dirigent v městském divadle v Miláně (Tatro Milanese). O rok později se odstěhoval do Skotska, kde pracoval až do roku 1881 jako učitel hudby a dirigent různých dechových hudeb v Glasgowě.
V roce 1877 spolupracoval se známým německým dirigentem Hansem von Bülow. V době své služby jako vojenský kapelník Royal Artillery Band ve Woolwichi (1881–1906) se intenzivně zapojil do londýnského hudebního života a byl v letech 1895 až 1905 uměleckým ředitelem nedělních koncertů v Royal Albert Hall. V roce 1906 odešel na odpočinek a žil nadále v Itálii.
Byl jmenován rytířem Řádu italské koruny (Cavaliere della Corona d’Italia) a vedle tohoto vyznamenání obdržel též ceny a řády v Itálii, Anglii, Řecku, Turecku a Srbsku.
Ladislav Zavrtal uložil roku 1928 své hudební sbírky (zejména mozartiana, která získal jeho otec od Mozartova syna Karla, ale též korespondenci mj. s Antonínem Dvořákem, Arthurem Sullivanem, Edwardem Germanem a Alexander Campbellem Mackenziem) i rukopisy skladeb svých, svého otce a svého strýce u Glasgowské university, jíž je později odkázal v závěti.

## Skladby

### Orchestrální díla
- Symfonie č. 1 c moll (komponována 1878–1884)
- Symfonie č. 2 d moll (komponována 1884)

### Hudebně-dramatická díla

#### Opery
| Dokončeno roku | název | počet dějství | premiéra                                   | libreto                                        |
| -------------- | --- | ------------- | ------------------------------------------ | ---------------------------------------------- |
| 1870           | Tita; revidováno jako: Adriana ovvero Il burattino die Venezia; ve spolupráci se svým otcem Václavem Hugem Zavrtalem | 3 dějství     | 29. května 1870, Treviso, Teatro Garibaldi | G. Pasetti; rev. G. Pasetti a Angelo Zanardini |
| 1871           | Il tre perucchi | 5 dějství     | 1871, Milán, Teatro Milanese               | Cletto Arrighi                                 |
| 1872           | La sura palmira sposa                                                                                                | 5 dějství     | 1872, Milán, Teatro Milanese               | Cletto Arrighi                                 |
| 1872-1873      | Una notte a Firenze (Noc ve Florenci)                                                                                | 4 dějství     | 20. března 1880, Praha, Prozatímní divadlo | Stefano Interdonato                            |
| 1882-1883      | Mirra (Myrrha) | 4 dějství     | 7. listopadu 1886, Praha, Národní divadlo  | Stefano Interdonato                            |

#### Operety
| Dokončeno roku | název                                                                                  | počet dějství | premiéra                                                       | libreto                                       |
| -------------- | -------------------------------------------------------------------------------------- | ------------- | -------------------------------------------------------------- | --------------------------------------------- |
| 1883           | A Lesson in Magic (Lekce v kouzelnictví); revidováno jako Love's Magic (Kouzlo lásky); | 1 dějství     | 27. dubna 1883, Woolwich; rev. verze: 18. února 1890, Woolwich | T. M. Watson; rev. verze Julian R. J. Jocelyn |